# Kim Sul-song
Kim Sul-song (en chosŏn'gŭl : 김설송 et en hanja : 金雪松), née le 30 décembre 1974 en Corée du Nord, est la demi-sœur du dirigeant nord-coréen Kim Jong-un et la fille de Kim Jong-il.  
Fille de Kim Jong-il, dirigeant de la Corée du Nord de 1994 à 2011, et de sa deuxième femme Kim Young-sook, elle a étudié à l’université Kim Il-sung.
Son existence est restée longtemps secrète, et rares sont les témoignages sur son activité exacte[réf. nécessaire]. Elle a une sœur cadette, Kim Chun-song (née en 1976).

## Carrière
Elle a travaillé dans le département de propagande au secrétariat personnel de son père,. Selon les services secrets sud-coréens, elle a été étudiante à Paris à l'automne 2005. 
Elle aurait été lieutenant-colonel et elle suivait son père lors de ses visites d’inspection.

## Personnalité
Elle est décrite comme une femme assez grande pour une coréenne, intelligente et belle.